# NYPC
NYPC, anciennement New Young Pony Club, est un groupe de rock indépendant/new wave britannique, originaire de Londres, en Angleterre. Le nom du groupe, selon la chanteuse et leader du groupe Tahita Bulmer, vient d'un groupe irlandais Pony Club. Le New Young Pony Club signe chez le label Modular Records. Ils font partie du mouvement new rave et Fluokids avec les groupes Klaxons, Hadouken!, Cansei de Ser Sexy. New Young Pony Club est né de la rencontre de la chanteuse Tahita Bulmer avec le guitariste et producteur Andy Spence qui lui écrit des chansons.

## Biographie

### Formation et débuts
Des amis seront présenté à Tahita Bulmer et au producteur Andy Spence, qui partageaient un amour commun pour le punk rock et la dance. Le duo commence à écrire et seule Bulmer chantait. Spence assume plus tard un rôle plus important en formant un groupe, le duo recrute Lou Hayter (claviers), Igor Volk (basse) et Sarah Jones (batterie). Le groupe est formé en 2005 et publie deux singles 7" en édition limitée (The Get Go et Ice Cream) au label indépendant Tirk Recordings avant d'être découvert par le label australien Modular Recordings, avec qui ils signent un accord de distribution mondiale.
Le nom du groupe s'inspire du désir de Bulmer de faire partie d'un club à son école. Elle voulait faire partie d'un poney club, qu'elle considérait drôle. Un groupe irlandais du nom de Pony Club existait déjà.
Le groupe jouit du succès à ses débuts. Ils se classent 47e des charts avec leur second single The Bomb à travers une réédition de Ice Cream qui atteint la 40e place. Ils expliquent que le manque de succès réel est dû au fait qu'ils n'aient « jamais eu le désir d'enregistrer des singles grand public », mais aussi parce qu'ils ne voulaient pas « devenir le meilleur groupe du monde,. » New Young Pony Club a eu du succès en Australie, le pays natal de leur label, où ils ont été diffusés sur la chaine de radio Triple J.

### Premiers albums:Fantastic Playroom
Leur premier album, Fantastic Playroom, est publié le 9 juillet 2007 chez Modular Recordings au Royaume-Uni, et le 28 août aux États-Unis. Voyant qu'ils avaient assez de morceaux, ils en ont fait un album.
Après sa sortie, Fantastic Playroom est généralement bien accueilli par la presse spécialisée. Mixmag le récompense album du mois. Le 17 juillet, Fantastic Playroom est nommé pour un Mercury Prize mais perd face à Klaxons.

### Deuxième album:The Optimist
Leur deuxième album, The Optimist, est publié le 8 mars 2010 au Royaume-Uni. D'après le MySpace officiel de We Smoke Fags, leur bassiste Lee a rejoint les rangs de New Young Pony Club après que We Smoke Fags ait décidé de se mettre en pause à durée indéterminée
Lee sera depuis remplacé à la basse par Remy Mallet, qui a joué avec Josh Weller.

### Tournées
Le groupe tourne significativement en 2006 et 2007. Ils jouent avec Lily Allen au NME Indie Rave Tour avec CSS, The Sunshine Underground et Klaxons. Le groupe entame sa première tournée en tête d'affiche en soutien à son premier album, Fantastic Playroom. Il est lancé à guichet fermé le 25 mai 2007 au Gloucester Guildhall, et se conclt au Winter Gardens d'Eastbourne le 9 juin 2007. Le groupe continue de participer à des festivals en 2007.
En 2010, ils jouent en Croatie, en Slovénie et en Bosnie, puis revisite l'Australie et l'Europe. Ils reviennent aussi au Royaume-Uni jouant notamment aux Reading and Leeds, Underage, Wireless, Bestival et Lovebox. En 2011, New Young Pony Club jouent en soutien à Katy Perry à sa tournée California Dreams Tour en Europe.

### NYPC
Alors que Hayter et Jones partaient pour poursuivre d'autres intérêts, laissant les membres fondateurs, Bulmer et Spence, continuer à former un duo, le couple décida de raccourcir le nom du groupe à NYPC pour refléter le changement.Leur album éponyme, intitulé par la suite, marque un retour aux racines de la musique électronique du duo .

## Membres

### Membres actuels
- Tahita Bulmer – chant (depuis 2004)
- Andy Spence – guitare, basse, production (depuis 2004)
- Sarah Jones – batterie (depuis 2004)

### Anciens membres
- Lou Hayter – claviers (2005–2012)
- Igor Volk – basse (2005–2008)
- Lee Godwin – basse (2008–2009)
- Remy Mallet – basse (2010–2012)
- Lewis Maynard – basse (2012–2013)

## Démarche artistique
Le New Young Pony Club est influencé par de nombreux groupes et groupes et essaie de ne pas risquer de devenir trop proche du son d'un autre groupe. Leur propre interprétation de leur musique est la suivante: "Nous associons l’éthique de la danse à l’éthique de la pop et créons quelque chose à quoi vous pouvez danser et chanter".